# Slovenské rudohoří
Slovenské rudohoří (slovensky Slovenské rudohorie) je rozlohou největší pohoří na Slovensku, kde leží v regionu Spiš a Gemer, a malou částí leží i v severním Maďarsku. Jde o krajinnou oblast subprovincie Vnitřní Západní Karpaty.

## Poloha

Vnitřní Západní Karpaty, Slovenské rudohoří vyznačeno červeným polem

Pohoří se rozkládá přibližně mezi městy Zvolen a Košice, severní hranici mu tvoří zhruba řeka Hron a Hnilec, jižní pak slovensko-maďarská hranice, Aggtelelcký kras zasahuje do Maďarska.

## Základní údaje
- Nejvyšší vrch: Stolica (1476 m n. m.)
- délka: cca 140 km
- šířka: cca 40 km
- rozloha: cca 4000 km²

Rudohoří má masivní, často plošinový reliéf. Na rozdíl od jiných slovenských pohoří má jen jednu (a to malou) kotlinu a hornatý charakter jen na jihu.
V minulosti bylo Slovenské rudohoří místem těžby rud.
V Rudohoří pramení řeky Hron, Rimava, Ipeľ, Slaná, Bodva a Hnilec.

## Dělení na krajinné celky
- Veporské vrchy
- Spišsko-gemerský kras
- Stolické vrchy
- Revúcká vrchovina
- Rožňavská kotlina
- Slovenský kras na Slovensku a Aggtelecký kras v Maďarsku
- Volovské vrchy
- Čierna hora

Všechny oblasti, kromě krasových, jsou hustě zalesněné.